# 19 South LaSalle Street
19 South LaSalle Street, anteriormente conocido como Central YMCA Association Building, es un edificio en el centro de Chicago, la ciudad más poblada de Illinois (Estados Unidos). Fue construido en 1893 y diseñado por el estudio de arquitectura Jenney & Mundie.

## Historia
19 South LaSalle Street se construyó como el Central YMCA Association Building en 1893, y se completó poco antes del Pánico de 1893. La estructura, diseñada por William Le Baron Jenney y William Bryce Mundie como Jenney & Mundie, finalmente pasó a llamarse por su dirección, 19 South LaSalle Street. Actualmente este es propiedad de Cloverfield, Inc. y es operado por Colonnade Management, Inc. como un edificio comercial y de oficinas de uso mixto.

## Arquitectura
La fachada del 19 South LaSalle Street ha sido descrita como una de las más "intransigentes" de Jenney debido a su rectangularidad que sólo se ve interrumpida por bandas horizontales en los pisos 11 y 12. Sin embargo, las hilada horizontales y el diseño cambiante del edificio son típicos del trabajo de Jenney en esta época. El 19 South LaSalle está diseñado en forma de "L" con su fachada más estrecha de 16,4 m orientada hacia la calle LaSalle, mientras que una fachada más larga y elaborada de 57 m da a un pequeño callejón conocido como Arcade Place. El edificio tiene 16 pisos y originalmente estaba rematado con un techo en punta que fue reemplazado por tres pisos adicionales. El 19 South LaSalle Street fue mencionado en la Guía de Chicago del Instituto Estadounidense de arquitectos de 2004.